# Vide Cocagne
Vide Cocagne est une maison d'édition de bande dessinée créée en 2003 par Thierry Bedouet et Fabien Grolleau, et ayant cessé ses activités éditoriales en 2022.

## Histoire
Vide Cocagne débute dans le fanzinat (Quartier et Soudain !) et publie ses premiers albums distribués en librairie en 2010 avec la collection Mastadar. L'activité éditoriale se développe ensuite à travers diverses collections et la revue Alimentation Générale (dirigée par Terreur Graphique). Vide Cocagne est un éditeur de bande dessinée alternative mais revendique en même temps une ligne ouverte possédant un goût prononcé pour la narration, l'humour et la bande dessinée militante (notamment à travers des collectifs engagés).
À ce titre, Vide Cocagne publie en 2016 l'album Hôpital Public, entretiens avec le personnel hospitalier, ouvrage dans lequel sept auteurs de BD peignent le quotidien du personnel de l'hôpital de Nantes.
Parallèlement à l'activité éditoriale, Vide cocagne s'appuie également sur un pilier événementiel, notamment à Nantes où ils sont basés : animation d’ateliers, édition d’un journal gratuit ponctuel, organisation d’expositions, création du festival Fumetti, impulsion de la création d'une « Maison de la bande dessinée », etc.
En 2019, à l'initiative des éditions Rouquemoute, Vide Cocagne s'associe avec cette dernière et 3 autres maisons d'éditions de BD nantaises (Petit à petit, Éditions Polystyrène et Ici Même) pour créer l'association Les Boucaniers afin de permettre la création d'un café-librairie.
Vide Cocagne cesse ses activités éditoriales à la fin de l'année 2022, ne restant qu'une association active dans le domaine de la bande dessinée.

## Collections
- « Mastadar », albums réversibles présentant les travaux croisés de deux auteurs ;
- « Sous le manteau », collection de fanzines photocopiés non distribués ;
- « Soudain, », albums à thématiques réalistes ou sociales ;
- « Épicerie fine », comix d'auteurs explorant leur univers sans ligne définie ;
- « Alimentation générale », collection humoristique publiant notamment des auteurs de la revue du même nom.
- « Grand souk », collection jeunesse